# Maciço do Chablais
O Maciço do Chablais (em francês:  Massif du Chablais) é o segundo maior maciço  dos Alpes Ocidentais, grupo dos Pré-Alpes da Saboia. Está situado no Chablais Saboiardo do lado francês e tem uma pequena porção no cantão do Valais na Suíça. O ponto culminante é o Hauts-Forts que se eleva a 2466 m de altitude.

## Situação
O maciço estende-se de norte a sul da margem esquerda do lago Lemano e do vale do Giffre. Está cercado pelos Alpes Berneses, a norte do rio Ródano quando este corre no cantão do Valais, do Maciço do Giffre a sudeste, e do Maciço des Bornes a sul do rio Arve.

## SOIUSA

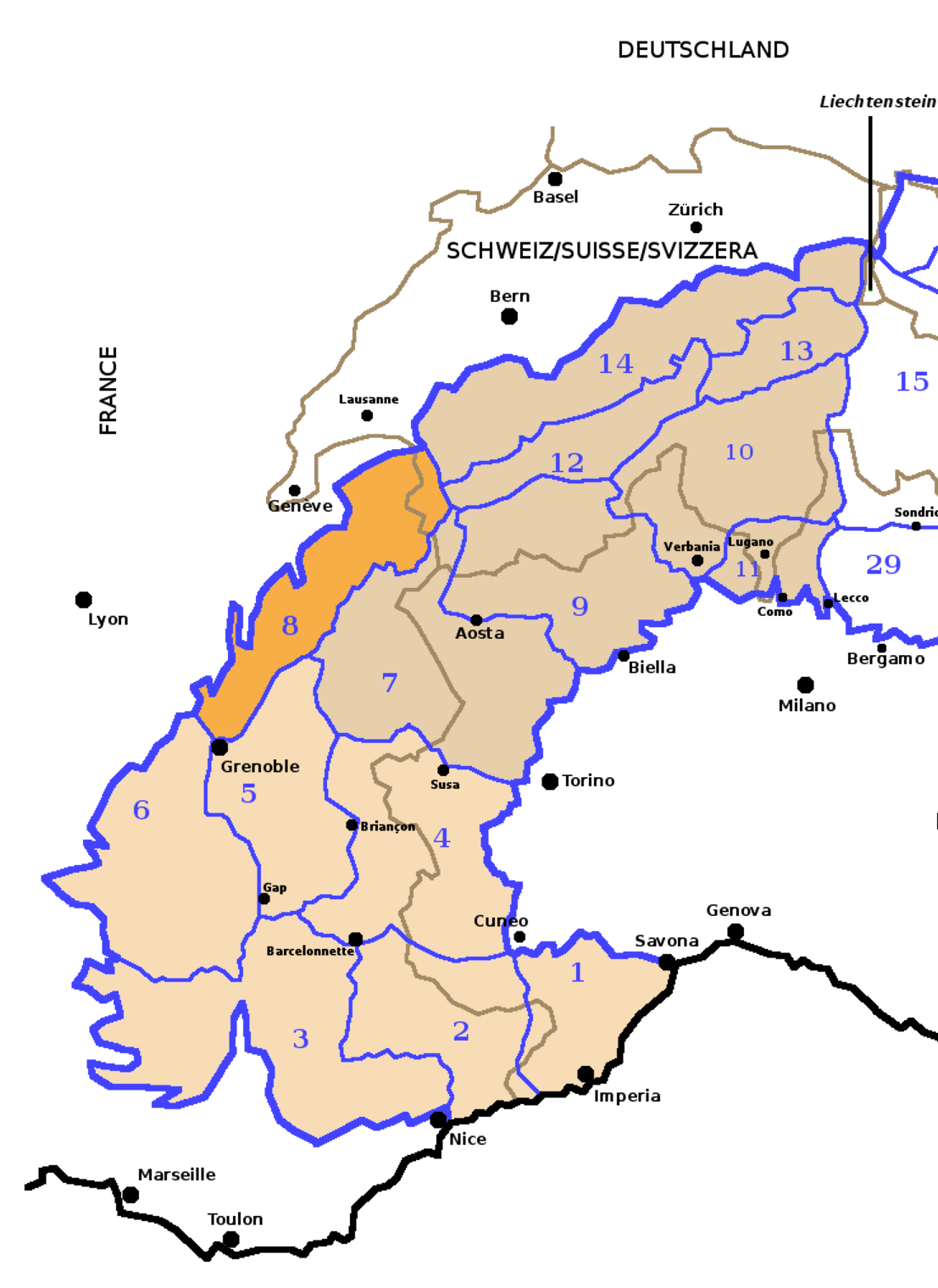
Zona de localização 8

A Subdivisão Orográfica Internacional Unificada do Sistema Alpino (SOIUSA) criada em 2005, dividiu os Alpes em duas grandes partes: Alpes Ocidentais e Alpes Orientais, separados pela linha formada pelo Rio Reno - Passo de Spluga - Lago de Como - Lago de Lecco.
Segundo a SOIUSA, os  Pré-Alpes da Saboia são formados pelo conjunto de Aiguilles Rouges, Pré-Alpes do Giffre, Pré-Alpes do Chablais, Pré-Alpes de Bornes, Pré-Alpes de Bauges, e Pré-Alpes da Chartreuse.

### Classificação  SOIUSA
Assim os Pré-Alpes do Chablais são  uma Sub-secção alpina  com a seguinte classificação:
- Parte = Alpes Ocidentais
- Grande sector alpino = Alpes Ocidentais-Norte
- Secção alpina = Pré-Alpes da Saboia
- Sub-secção alpina =  Pré-Alpes do Chablais
- Código = I/B-8.III

## Imagens
Localização do «Massifs du Chablais et du Haut Giffre» (em francês)